# Pardela-do-mediterrâneo
A pardela-balear, ou fura-bucho-das-baleares, (Puffinus mauretanicus) é uma ave marinha da família Procellariidae. É parecida com a pardela-sombria, distinguindo-se sobretudo pelos tons mais acastanhados da sua plumagem e pelo tamanho ligeiramente maior.
Como nidificante está confinada às Ilhas Baleares. Fora da época reprodutora, distribui-se pela maior parte do Mediterrâneo e pelas águas do Atlântico oriental (desde a Escócia até Marrocos).
A sua população tem vindo a diminuir ao longo dos últimos anos e as estimativas mais recentes apontam para cerca de 2000 casais nidificantes, o que justifica o seu estatuto de ameaça.

## Subespécies
A espécie é monotípica (não são reconhecidas subespécies).

## Conservação
Esta espécie encontra-se listada no Livro Vermelho dos Vertebrados de Portugal com o estatuto de Criticamente em Perigo.